# 尖沙咀至中環航線
尖沙咀至中環航線是香港天星小輪一條航線，橫渡維多利亞港，起於九龍半島的尖沙咀天星碼頭，止於香港島的中環天星碼頭。
本航線的歷史可以追溯到1870年。現有的尖沙咀至中環航線在1880年開航，起初是「九龍渡海小輪公司」旗下的航線。1898年，天星小輪接手經營本航線，並於不久後引入雙層小輪，把渡輪服務分為兩等。1941年日本佔領香港後，曾把本航線收為己有，並徵用天星小輪的部分船隻，直至1945年香港重光後才回復原狀。本航線曾在六七暴動期間停駛，1966年的天星小輪加價事件和2006年的保留舊中環天星碼頭事件亦與本航線有關。目前天星小輪仍擁有本航線的專營權，至2033年屆滿。

## 歷史
第一個來往尖沙咀和中環的渡輪服務在1870年（或作1871年）開辦，起初是不定期的渡輪服務，當年營運商使用英格蘭的蒸汽船，接載乘客來往維多利亞港。1873年，有華人開辦一條來往香港島和九龍城的渡輪航線，但被英國駐廣州總領事館勒令停辦，原因是他們認為香港島居民可以乘坐渡輪，到九龍賭博玩樂。
1880年，波斯（今伊朗）祆教徒米泰華拉創立「九龍渡海小輪公司」，開辦來往中環畢打街和尖沙咀九龍角的渡輪服務。在1888年，渡輪的班距是40分鐘至1小時一班，另外航線在星期一和星期五停駛，以便船隊補充燃料。1898年，九龍倉集團的擁有人、商人遮打收購了「九龍渡海小輪公司」的船隊，並成立「天星小輪有限公司」，接手經營本航線。後來公司引入雙層渡海小輪，自此渡輪服務分為一等、二等，在20世紀初，一等艙（上層）收費1毫5分，二等艙（下層）收費1毫。
1925年香港海員大罷工期間，這條航線由英國皇家海軍接管，因此未受影響。1941年日本佔領香港後，天星小輪公司被「日本佔領地總督部」接管，改稱「香九連絡船」，並於1942年初復航。當時日軍徵用了「金星號」和「午星號」，用以運送戰俘，其中「金星號」已於1943年被美軍擊沉，「電星號」則在戰爭期間被炸毀。1945年，日軍把「香九連絡船」的營運權交給油麻地小輪，又大幅調高該船線的票價，但是不久後香港重光，渡輪服務也得以回復原狀。
1966年，港英政府准許天星小輪加價5分，引起民眾強烈抗議，最終引致騷亂，造成1人死亡，18人受傷，是為天星小輪加價事件。六七暴動期間，船員發動罷工，令天星小輪的所有服務一度中止。
2006年，這條航線位於香港島的碼頭由愛丁堡廣場附近的愛丁堡廣場碼頭遷往位於國際金融中心對開海旁的中環天星碼頭，以配合中環及灣仔填海工程的進行。而愛丁堡廣場碼頭則於民眾的抗議下被拆卸。
天星小輪擁有尖沙咀至中環航線的專營權，有效期已於2018年延長到2033年。2018年天星小輪獲批新專營權的時候，承諾會負責中環天星碼頭和尖沙嘴碼頭的維護責任，並推出候船區Wi-fi服務、開放運行數據、改裝柴油-電動發動機等措施，提升服務質素。在2020年，本航線和尖沙咀至灣仔航線的日均載客量為23,303人次。

## 航行時間表
以下為尖沙咀至中環航線平時的航行時間表。鑑於2019冠狀病毒病香港第五波疫情，本航線曾於2022年2月28日至4月22日期間縮短服務時間和削減班次。
| 由中環開出           | 由中環開出   |
| 服務時間             | 班次（分鐘） |
| 星期一至五           | 星期一至五   |
| -------------------- | ------------ |
| 06:30-07:25          | 10/12        |
| 07:25-09:55          | 6            |
| 09:55-20:40          | 6/8          |
| 20:40-23:30          | 10/12        |
| 星期六、日及公眾假期 |              |
| 06:30-07:25          | 10/12        |
| 07:25-22:40          | 6/8          |
| 22:40-23:30          | 10/12        |

| 由尖沙咀開出         | 由尖沙咀開出 |
| 服務時間             | 班次（分鐘） |
| 星期一至五           | 星期一至五   |
| -------------------- | ------------ |
| 06:30-07:15          | 10/12        |
| 07:15-09:45          | 6            |
| 09:45-20:30          | 6/8          |
| 20:30-23:30          | 10/12        |
| 星期六、日及公眾假期 |              |
| 06:30-07:15          | 10/12        |
| 07:15-22:30          | 6/8          |
| 22:30-23:30          | 10/12        |

## 收費
2023年1月31日，行政會議批准天星小輪的申請，提高本航線的票價，單程票價加幅為1元至2.3元，同時以長者優惠票價取代長者免費乘船優惠；以下收費表由2023年4月3日起生效：
| 乘客類別           | 星期一至五 | 星期六、日及公眾假期 |
| 上層               | 上層       | 上層                 |
| ------------------ | ---------- | -------------------- |
| 成人               | $5.0       | $6.5                 |
| 小童（3-12歲）     | $2.9       | $3.9                 |
| 殘疾人士           | $2.9       | $3.9                 |
| 65歲或以上高齡人士 | $2.9       | $3.9                 |
| 下層               |            |                      |
| 成人               | $4.0       | $5.6                 |
| 小童（3-12歲）     | $2.8       | $3.7                 |
| 殘疾人士           | $2.8       | $3.7                 |
| 65歲或以上高齡人士 | $2.8       | $3.7                 |

- 月票[d]：$190
- 四天旅遊紀念票[e]：$50

## 備註
1. 1 2  身高95厘米或以上的兒童視為3歲以上小童，除非購票者能提供相關證明。
2. 1 2  殘疾人士須出示殘疾人士登記證並以現金購買代幣，才可以享有右方所示的票價；使用註有殘疾人士身份之八達通入閘可享有每程$2票價[11]。
3. 1 2  長者須出示香港居民身份證、長者咭或其他身份證明文件，並以現金購買代幣，才可以享有右方所示的票價；使用長者八達通／個人八達通（僅限65歲或以上人士）或樂悠咭（60歲或以上人士）入閘，可享有每程$2票價[10]。
4. ↑  持有月票的乘客可以在一個月內無限次搭乘本航線及尖沙咀至灣仔航線。
5. ↑  持有四天旅遊紀念票的乘客可以在4天內無限次搭乘本航線以及尖沙咀至灣仔航線。

## 外部連結
- 天星小輪有限公司：渡輪服務 （页面存档备份，存于）